# Europäischer Laternenträger

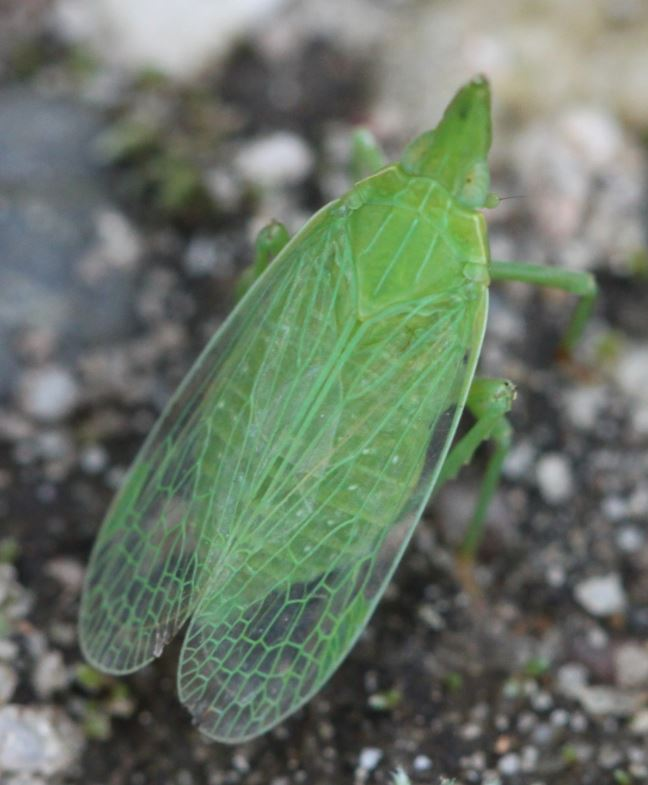
Dictyophara europaea

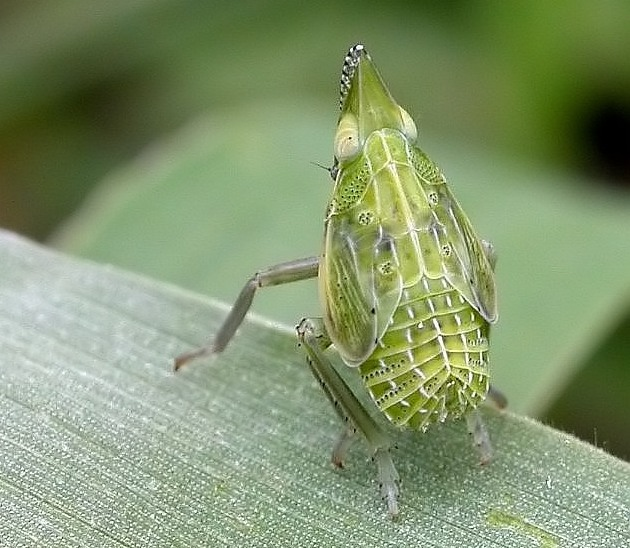
Dictyophara europaea, Larve

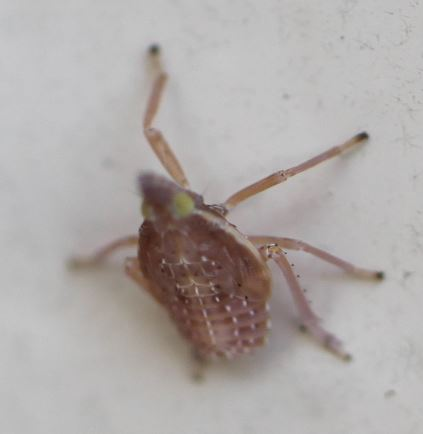
Dictyophara europaea var. rosea, Larve

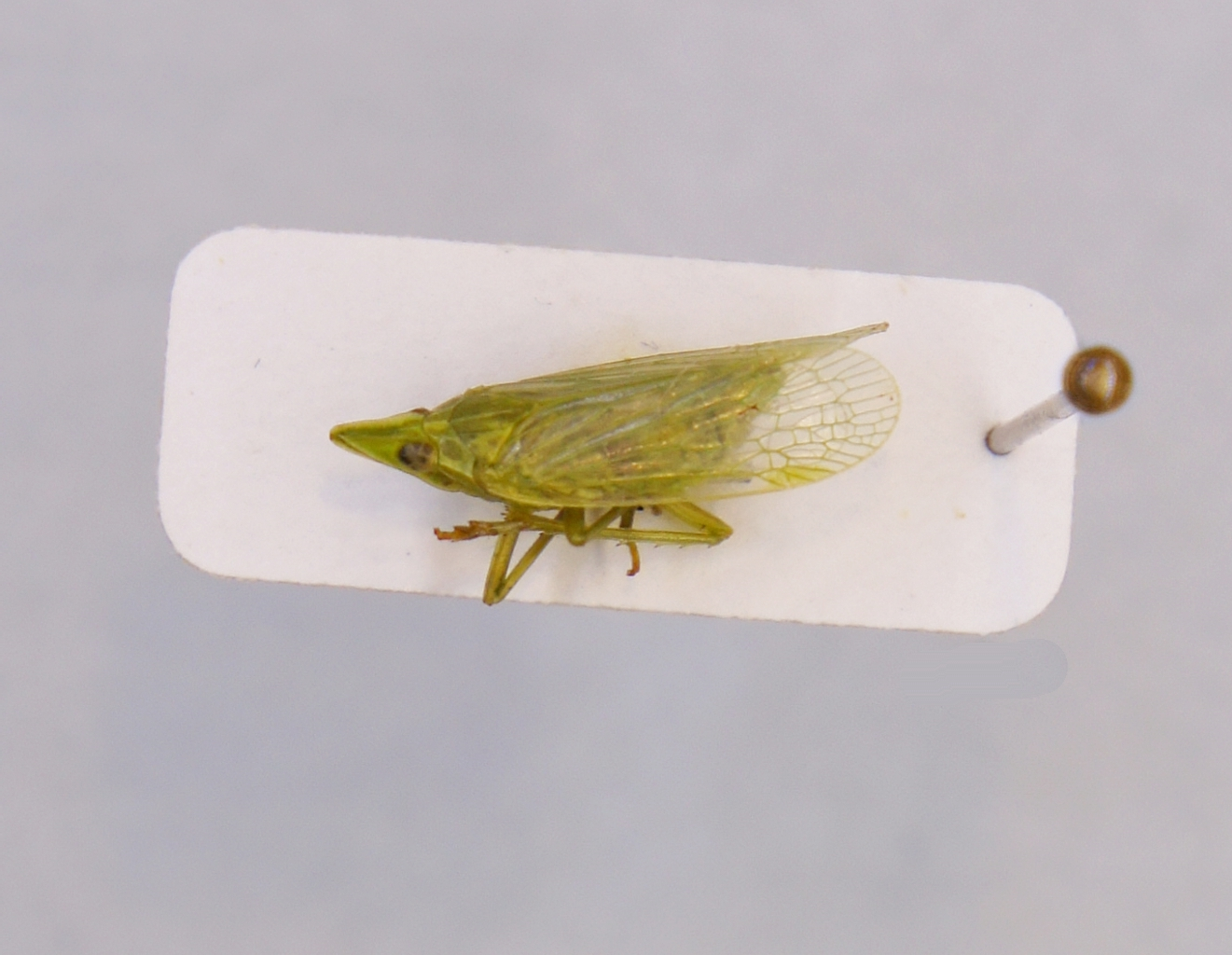
Präparat aus der Zoologischen Staatssammlung München

Der Europäische Laternenträger (Dictyophara europaea) ist eine wärmeliebende paläarktische Zikadenart mit Vorkommen bis ins südliche Mitteleuropa.

## Merkmale
Die Tiere erreichen eine Körperlänge von 9 bis 13 Millimeter. Sie sind meist einfarbig zart hellgrün gefärbt, es kommen aber als seltenere Abweichung auch rote Tiere vor (var. rosea). Die Vorderflügel sind etwa genauso groß wie die Hinterflügel, die Membran zart und durchsichtig (hyalin) mit reicher grüner Aderung, die zur Spitze hin zahlreiche Zellen ausbildet. Auffällig und für die Bestimmung wichtig ist die Kopfform. Dieser ist nach vorn zwischen den Augen in eine kegelförmige, spitz zulaufende Verlängerung ausgezogen, diese ist bei Ansicht von oben etwa dreimal so lang wie an der Basis breit. Er trägt zwei starke, zur Spitze hin konvergierende Längskiele und einen Mittelkiel. Das Pronotum trägt einen Mittelkiel und zwei Seitenkiele, die in der Hinterhälfte undeutlich werden, es ist zwischen den Kielen deutlich eingesenkt. Auch das Mesonotum trägt oben drei gerade Kiele. Die Beine sind von mäßiger Länge, die Hinterbeine merklich länger und kräftiger als die vorderen Beinpaare. Die Schienen (Tibien) der Hinterbeine besitzen außen sechs und an der Spitze eine Gruppe von sieben starken Dornen mit schwarzer Spitze. Solche Dorne sind auch an den ersten beiden Tarsengliedern vorhanden.
In Deutschland und den nördlichen Teilen Mitteleuropas ist die Art der einzige Vertreter ihrer Familie und durch die charakteristische Kopfform unverwechselbar. In Österreich muss bereits mit zwei weiteren, recht ähnlichen Arten der Gattung gerechnet werden. Bei Dictyophara pannonica ist der Kopffortsatz länger, gerade zylindrisch vorgestreckt und am Ende abgerundet, nicht zugespitzt. Dictyophara multireticulata ist etwas größer (13 bis 14 Millimeter), der Kopffortsatz ist kürzer (Vertex wenig mehr als doppelt so lang wie breit) und die Vorderflügel sind zur Spitze hin kleinzelliger geadert.
Die Larven (auch Nymphen genannt, da sie keine besonderen Larvalorgane besitzen) ähneln in Färbung, Gestalt und Kopfform den Imagines. Sie tragen auf den Tergiten 6 bis 8 des Hinterleibs eine Porenplatte, aus der Wachsfäden abgeschieden werden können. Unterscheidungsmerkmale zu den anderen Arten der Gattung sind: Die Vorderschenkel tragen auf der Außenkante im Spitzenteil mehrere Zähnchen. Der dritte Tergit des Hinterleibs besitzt Sinnesgrübchen. Die Seitenkiele auf dem Scheitelfeld des Kopfes (Coryphe oder Vertex genannt) sind an beiden Enden etwas nach innen hin gebogen.

## Etymologie
Der Name Laternenträger leitet sich eigentlich von einer anderen Art der Familie, dem „Laternenträger“ Fulgora laternaria ab. Diese südamerikanische Art ist in Europa schon früh bekannt geworden, unter anderem durch die Stiche von Maria Sibylla Merian. Dieser trägt einen blasenförmigen Kopffortsatz, der nach den Berichten einiger der frühen Forschungsreisenden angeblich so hell leuchten würde, dass man dabei lesen könne. Auf die europäische Art ist der Name übertragen worden, ohne dass es eine vergleichbare Sage gegeben hätte. Der wissenschaftliche Gattungsname Dictyophara bedeutet frei übersetzt „die ein Netz(gewand) trägt“ (von griech: dictyon: Netz und phorein: tragen).

## Biologie und Lebensweise
Dictyophara europaea ist polyphag und von einer Vielzahl von Nährpflanzen nachgewiesen, ohne dass bestimmte Präferenzen erkennbar wären. Die Art ist, zumindest in Mitteleuropa, sehr wärmeliebend und kommt ausschließlich in wärmebegünstigten, offenen Lebensräumen wie zum Beispiel Trockenrasen vor, sie wurde sogar als eine der Charakterarten für diesen Lebensraumtyp vorgeschlagen. Wichtig ist, dass Bereiche mit offenem, unbewachsenem Boden vorhanden sind. Gegenüber menschlichen Beeinträchtigungen ist sie nicht sehr sensibel, sie kommt sogar oft in ruderal beeinflussten, teilweise degradierten Trockenrasen vor. Sie kommt auch in städtischen (urbanen) Lebensräumen mit entsprechender Struktur vor, zum Beispiel in den Städten Berlin und Warschau.
Die Art besitzt eine Generation im Jahr (univoltin) und überwintert im Eistadium. Die Eier werden vom Weibchen im Boden abgelegt und dabei durch besondere Strukturen des Ovipositors einzeln mit Erde umhüllt. Imagines werden in Mitteleuropa von Mitte Juli bis Mitte Oktober beobachtet.
Das Sprungvermögen ist bei dieser Art im Detail untersucht worden. Der Europäische Laternenträger vermag etwa einen Meter weit und einen Meter hoch zu springen, etwa das Hundertfache der Körperlänge. Dieses rekordverdächtige Sprungvermögen wird durch eine bogenförmige Skelettstruktur, den sogenannten Pleuralbogen, ermöglicht, in dem, ähnlich einem gespannten Pfeilbogen, Muskelenergie gespeichert wird, die dann explosionsartig freigesetzt werden kann; dabei werden die Hinterbeine synchron plötzlich (in nur zwei Millisekunden) ausgestreckt. Es werden Startgeschwindigkeiten von etwa 4 Meter pro Sekunde erreicht. Antriebsenergie liefern die mächtigen Trochantermuskeln. Ähnlich wie beim Sprungvermögen der Flöhe spielt bei der Speicherung das elastische Protein Resilin eine wichtige Rolle.
Dictyophara europaea kann mit Artgenossen durch Vibrationssignale kommunizieren. Der erzeugte, für Menschen nicht hörbare Ton wird als etwa drei Sekunden langer Triller aus gleichmäßigen Pulsen beschrieben.

## Verbreitung
Dictyophara europaea lebt im Mittelmeergebiet, in Nordafrika und Südeuropa und dem südlichen Mitteleuropa, nach Osten über die Türkei, den Iran, das südliche Russland und Zentralasien östlich bis nach Xinjiang im Norden Chinas, aus dem hier nördlich anschließenden Teil Nordrusslands gibt es aber keine Nachweise. Sie fehlt auch in Nordeuropa, Skandinavien, Großbritannien, dem Baltikum und den Niederlanden, kommt aber in Belgien und in Belarus vor. In Deutschland gibt es Nachweise aus allen Bundesländern außer Niedersachsen, Schleswig-Holstein, Bremen, Hamburg und Saarland, wobei sie nach Nordwesten hin immer seltener wird. In Österreich konzentrieren sich die Nachweise auf die wärmebegünstigten Tieflagen im Osten und das Donautal. In Deutschland und in Kärnten ist sie auf der Roten Liste als „gefährdet“ (Kategorie 3) aufgeführt.

## Taxonomie
Die Art wurde von Linné als Fulgora europaea erstbeschrieben. Sie ist Typusart der Gattung Dictyophara. Die Gattung umfasst etwa 40 Arten, die alle paläarktisch verbreitet sind, mit Verbreitungsschwerpunkt im Südwesten. Dictyophara europaea bildet mit D. asiatica, D. lindbergi und D. subsimilis die Untergattung Dictyophara s. str.

## Ökonomische Bedeutung
Der Europäische Laternenträger kann beim Saugakt pflanzenpathogene Bakterien der Gattung Phytoplasma als Vektor von Pflanze zu Pflanze übertragen. Da die Zikade sehr polyphag ist und auch regelmäßig an einigen Kulturpflanzen vorkommt, kann sie dadurch den Ertrag schmälern. Erst seit wenigen Jahren ist bekannt, dass sie als Vektor die gefürchtete Vergilbungskrankheit Goldgelbe Vergilbung auf Weinreben übertragen kann. Sie nimmt die Phytoplasmen vermutlich beim Saugakt an Gewöhnlicher Waldrebe in der Umgebung der Rebkulturen auf. Entsprechende Schäden sind in erster Linie im Mittelmeergebiet, besonders in Italien und den Balkanländern, relevant. In Mitteleuropa spielt die Art als Schädling keine Rolle.